# Sedna Planitia
Sedna Planitia is een laagvlakte op Venus.  Planitia werd in 1982 genoemd naar Sedna, de Moeder van de Zee in de mythologie van de Inuit.
De laagvlakte heeft een diameter van 3570 kilometer en bevindt zich in de quadrangles Lakshmi Planum (V-7), Lachesis Tessera (V-18) en het gelijknamige Sedna Planitia (V-19). De lavavlakte ligt ten zuiden van Ishtar Terra en loopt van Lakshmi Planum tot aan de Manzan-Gurme Tesserae in het oosten, die de vlakte scheidt van Bereghinya Planitia. Op de vlakte liggen verscheidene inslagkraters, Sévigné, Stefania, Lotta, Aftenia, Galina en Veta